# Kuma (prénom)
Pour les articles homonymes, voir Kuma.
Kuma (くま) est un prénom japonais masculin qui signifie ours.

## Écriture
Ce prénom s'écrit entre autres sous les formes suivantes :
- くま
- クマ
- 熊 : ours

## Dans les œuvres de fiction
- Kuma est un personnage du manga Afro Samurai.
- Kuma est un personnage animal de la série de jeux vidéo Tekken.
- Kuma est un personnage du manga One Piece.